# 山田敏广
山田敏广（日语： Yamada Toshihiro，？—），日本退役男子田径运动员，主项是标枪。他曾在伊朗德黑兰举行的1974年亚洲运动会中获得男子标枪项目金牌。